# Wicked Lips
«Wicked Lips» (с англ. — «Злые губы») — третий мини-альбом австралийской хип-хоп исполнительницы Игги Азалии, релиз которого состоялся 2 декабря 2019 года на лейблах Bad Dreams Records и Empire. В поддержку альбома был выпущен единственный сингл «Lola», записанный при участии британской певицы Элис Чейтер.

## Предыстория и релиз
Работа над новым альбомом началась сразу после релиза второго студийного альбома исполнительницы In My Defense. Изначально Игги планировала выпустить его переиздание, но позже объявила, что работает над совершенно новым мини-альбомом.
За день до запланированного релиза, 14 ноября, рэперша сообщила, что релиз состоится 22 ноября из-за проблем с микшированием. Позже релиз альбома был отложен на неопределённый срок.
В поддержку альбома 8 ноября 2019 года был выпущен сингл «Lola», записанный при участии британской певицы Элис Чейтер Обложка была обнародована за пять дней до релиза на страничке Азалии в Twitter.

## Список композиций
| №                   | Название                                | Автор(ы)                                                                     | Продюсер(ы)         | Длительность |
| ------------------- | --------------------------------------- | ---------------------------------------------------------------------------- | ------------------- | ------------ |
| 1.                  | «Lola» (при участии Элис Чейтер)        | Chater Amanda Cygnaeus Аметист Келли Drew Gavin Dhani Lennevald Kee Ingrosso | Карл Фальк          | 3:52         |
| 2.                  | «Not Important»                         | Kelly Gavin                                                                  | J. White Did It     | 2:28         |
| 3.                  | «The Girls» (при участии Паблло Виттар) | Келли Gavin James Alan Noah Cyrus                                            | Фальк               | 4:14         |
| 4.                  | «Personal Problem»                      | Келли Gavin                                                                  | J. White Did It     | 2:46         |
| Общая длительность: | Общая длительность:                     | Общая длительность:                                                          | Общая длительность: | 13:20        |

## Восприятие
| Оценки критиков | Оценки критиков |
| Источник        | Оценка          |
| --------------- | --------------- |
| HipHopDX        | [ 10 ]          |

В целом мини-альбом получил смешанные отзывы от музыкальных критиков. Майк Нид из Idolator сказал, что Wicked Lips является ещё одним доказательством того, что Игги делает всё в своём особенном стиле, что не может не радовать. Хотя «Lola» явно выделяется, каждый второй трек является свидетельством её уверенности и способности создавать мощные треки». Дэниел Спилбергер из HipHopDX отметил, что «Азалия выбирает новый подход: вместо того, чтобы увязнуть в своих прошлых противоречиях, она погружается в различные жанры, чтобы посмотреть, сможет ли она вернуть себе коммерческий баланс. Но в конечном итоге песни на Wicked Lips звучат как скелетная дань уважения более интересным работам других артистов» и заключает, что, «хотя это небольшое улучшение по сравнению с её вторым альбомом, Wicked Lips всё ещё показывает, что Азалия не может найти свой собственный путь. Этот EP заставляет её довольствоваться посредственностью и комфортно отдыхать в уценённой корзине».

## Чарты
| Чарты (2019)                           | Высшая позиция |
| -------------------------------------- | -------------- |
| США (Billboard 200)                    | 50             |
| США (Billboard Top R&B/Hip-Hop Albums) | 25             |
| США (Billboard Top Rap Albums)         | 22             |
| США (Billboard Top Album Sales)        | 13             |
| США (Billboard Independent Albums)     | 6              |